# I (生物股長專輯)
《I》是日本樂隊生物股長的第6張原創專輯，於2013年7月24日由Epic Records Japan發行。

## 概要
本作距離上一張專輯《抒情套餐》（精選輯）相隔7個月發售，距離上一張原創專輯《NEWTRAL》則有相隔1年5個月。在《NEWTRAL》和《I》兩張專輯之間，生物股長發行了4張單曲。其中《隨著風吹》雖早前已收錄在《抒情套餐》內，但其後再次收錄在《I》。此外，這張專輯收錄了其餘3張單曲（《春之歌》、《1 2 3 〜戀愛開始〜》和《笑顏》）內的3首A面曲，以及《1 2 3 ～戀愛開始～》裡的B面曲《明日的天空》，再加上另外9首原創歌曲，合共14首歌。
專輯分為兩種形式發售，其中「初回生産限定盤」以三面封口的紙盒和三面Digipak包裝，附送「宇宙生物電台訪談（專輯《I》收錄歌曲介紹）DVD」、「生物卡片036」、「12面寫真拉頁」「生物股長的大家你棉好呀!! 2013 ～I～門票特別抽籤先行指南」。另外，通常盤於初回期間都會附送「生物卡片036」和「指南」。
專輯名稱「I」不僅代表生物股長團名日文寫法的第一個字母，發音同時兼具「我」、「愛」與「哀」的意思。據水野良樹所講，這是一張比前作《NEWTURL》更能感覺中立的作品。

## 歌曲
以下為未曾收錄在單曲內的9首歌曲：
- PAPAPA～YA（ぱぱぱ〜や）：與《Joyful》同時期所寫下的歌曲。歌名使用在製作時腦海所浮現的詞語。吉岡評論此曲為比較淘氣的歌曲[8]。

- 戀跡：歌名讀法是「こいあと（koiato）」，以「失戀」為主題。山下表示在創作本曲的第一段副歌時想著把本曲寫成充滿分別感覺的歌曲，然後在那裡再咀嚼一次直到寫到第二段副歌，都充滿強烈的小說色彩[9]。

- MY SUNSHINE STORY（マイサンシャインストーリー）：山下表示創作本曲時沒有想著任何東西，寫到最後也覺得好像甚麼也沒有寫出來。歌名也是普通地取自於副歌的歌詞，但當中也有「這就是歌名了嗎」的想法[10]。

- 為何：本曲以「失戀」為主題[11]，水野提到創作本曲時就像個作家一樣，為需要切換自己的內心而感到辛苦，這種感覺在創作《1 2 3 〜戀愛開始〜》與《戀愛小說》時也同樣出現[10]。

- 祈求風吹動花瓣（風乞うて花揺れる）：以神奈川縣海老名市的情景所創作的歌曲[11]。歌曲在3,4年前便已經寫好，當時經常在那裡溜狗，在那裡看到的光景、日落到入夜的風景為歌曲最初創作的形象[8]。

- MONSTAR：與《Joyful》、《KISS KISS BANG BANG》等一樣的流行樂[11]。本曲為水野罕有的短時間內便完成創作的樂曲[11]。

- 戀愛小說（恋愛小説）：本曲以「失戀」為主題，吉岡提及歌曲充滿大人的氣氛，所以也以稍微沙啞的聲線灌錄歌曲。[9]同時也表示在2年前時沒有想過會唱這樣的歌曲，反映專輯的年齡感與大人的感覺比以往的濃厚[10]。

- 東京：以「上京」為主題的歌曲，也是專輯唯一一首在組合獨立製作時期構想的歌曲[11]。水野表示這首是最一意孤行地選入專輯的歌曲。歌曲在以往的專輯都成為後補的歌曲，但最後也沒有被收錄。只是這次有過半數的工作人員都同意收錄本曲，於是便收錄了本曲於專輯內[9]。

- 體溫：以「上京」為主題的歌曲[12]，由於上一首歌《隨著風吹》的力度太過強烈，所以特意將這首歌放到後面，令最後感覺歸於平淡[9]。

## 反應
專輯以首周銷量約11.2萬張，於Oricon公信榜8月5日的周榜上初登場就取得首位，令生物股長成功連續6張專輯都取得周榜首位。在男女混合組合中連續6張專輯都取得周榜首位的為美夢成真的《MILLION KISSES》（1990年）至《LOVE UNLIMITED∞》（1996年）以來相隔17年4個月。此外，專輯僅以首周銷量約11.2萬張就取得了7月份月榜第5位，之後8月份以約4.4萬張的銷量再次在月榜上取得第6位。

## 收錄歌曲
| CD       | CD                 | CD       | CD                                                   | CD      |
| 曲序     | 曲目               | 词曲     | 编曲                                                 | 时长    |
| -------- | ------------------ | -------- | ---------------------------------------------------- | ------- |
| 1.       | 笑顏               | 水野良樹 | 龜田誠治                                             | 4:58    |
| 2.       | 1 2 3 〜戀愛開始〜 | 水野良樹 | 本間昭光                                             | 4:57    |
| 3.       | PAPAPA～YA         | 水野良樹 | 本間昭光                                             | 5:08    |
| 4.       | 戀跡               | 山下穗尊 | 田中ユウスケ                                         | 4:43    |
| 5.       | 春之歌             | 山下穗尊 | Stereo Fabrication of Youth 弦編曲：江口亮、村山達哉 | 4:53    |
| 6.       | MY SUNSHINE STORY  | 山下穗尊 | 島田昌典                                             | 5:25    |
| 7.       | 為何               | 水野良樹 | 龜田誠治                                             | 6:04    |
| 8.       | 明日的天空         | 山下穗尊 | 木間昭光                                             | 4:46    |
| 9.       | 祈求風吹動花瓣     | 山下穗尊 | 蔦谷好位置                                           | 5:55    |
| 10.      | MONSTAR            | 水野良樹 | 鈴木Daichi秀行                                       | 3:40    |
| 11.      | 戀愛小說           | 水野良樹 | 龜田誠治                                             | 5:03    |
| 12.      | 東京               | 吉岡聖惠 | 蔦谷好位置                                           | 4:23    |
| 13.      | 隨著風吹           | 水野良樹 | 龜田誠治                                             | 7:43    |
| 14.      | 體溫               | 山下穗尊 | 島田昌典                                             | 5:41    |
| 总时长： | 总时长：           | 总时长： | 总时长：                                             | 1:13:24 |

| DVD（初回生產限定盤限定） | DVD（初回生產限定盤限定）                 |
| 曲序                      | 曲目                                      |
| ------------------------- | ----------------------------------------- |
| 1.                        | 宇宙生物電台訪談（專輯《I》收錄歌曲介紹） |

## 註腳
1. ↑  這是台灣索尼音樂網站上的譯名。DVD名稱原文為。

## 外部連結
- 生物股長官方網站（日語）
- Sony Music（页面存档备份，存于）（日語）
- 台灣索尼音樂（中文）